# Janika Sprunger
Janika Sprunger (* 29. Mai 1987) ist eine Schweizer Springreiterin.

## Werdegang
Als Tochter des Springreiters Hansueli Sprunger und der Reitlehrerin Dominique Sprunger-Torsi wuchs Janika Sprunger mit Pferden auf. Bereits früh erzielte sie erste Championatserfolge und nahm an den Junioren- und Junge-Reiter-Europameisterschaften der Jahre 2005 bis 2008 teil.
Bis 2009 war Janika Sprunger in Springprüfungen für Nachwuchsreiter (Junioren, Junge Reiter) erfolgreich und gewann unter anderem 2009 die European-Youngster-Cup-Wertungsprüfung in Neuendorf. Sie bekam jedoch bereits im Jahr 2008 die Möglichkeit, bei den CSI-5*-Turnieren in Zürich und Mechelen zu starten.
Im Juli 2009 qualifizierte sie sich für den Schweizer Cupfinal der besten vier in Ascona. Im November 2009 erzielte sie mit dem Sieg im Grossen Preis des CSI 2* Herstal (Belgien) einen ersten internationalen Erfolg in der Altersklasse der Reiter.
Erstmals im Jahr 2010 wurde Sprunger für eine Nationenpreismannschaft nominiert und startete bei den CSIO-5*-Nationenpreisen von Rom und Falsterbo. Im Jahr 2011 startete sie erstmals und mehrfach in Prüfungen der Global Champions Tour. Im selben Jahr startete sie beim CSIO Schweiz in St. Gallen und belegte mit der Schweizer Mannschaft Platz 2 im Nationenpreis. Beim CSI 5* in San Patrignano ritt sie im Juli auf Platz 2. Beim Grossen Preis von Stuttgart belegte sie Rang 5.
Im Juli 2012 wurde sie in Schaffhausen mit Graciella II erstmals Schweizer Meisterin der Elite. Sie folgte damit ihrem Vater nach, der die Meisterschaft ein Jahr zuvor gewonnen hatte. Ein Jahr später erreichte sie den zweiten Platz im hochdotierten Grossen Preis von Aachen. Bei den Europameisterschaften 2013 wurde sie als beste Schweizerin mit Palloubet d’Halong Siebente in der Einzelwertung, die Schweiz kam in der Mannschaftswertung auf Rang fünf.
Bei den Europameisterschaften in Aachen 2015 erreichte sie gemeinsam mit der Mannschaft die Bronzemedaille.

## Pferde (Auszug)

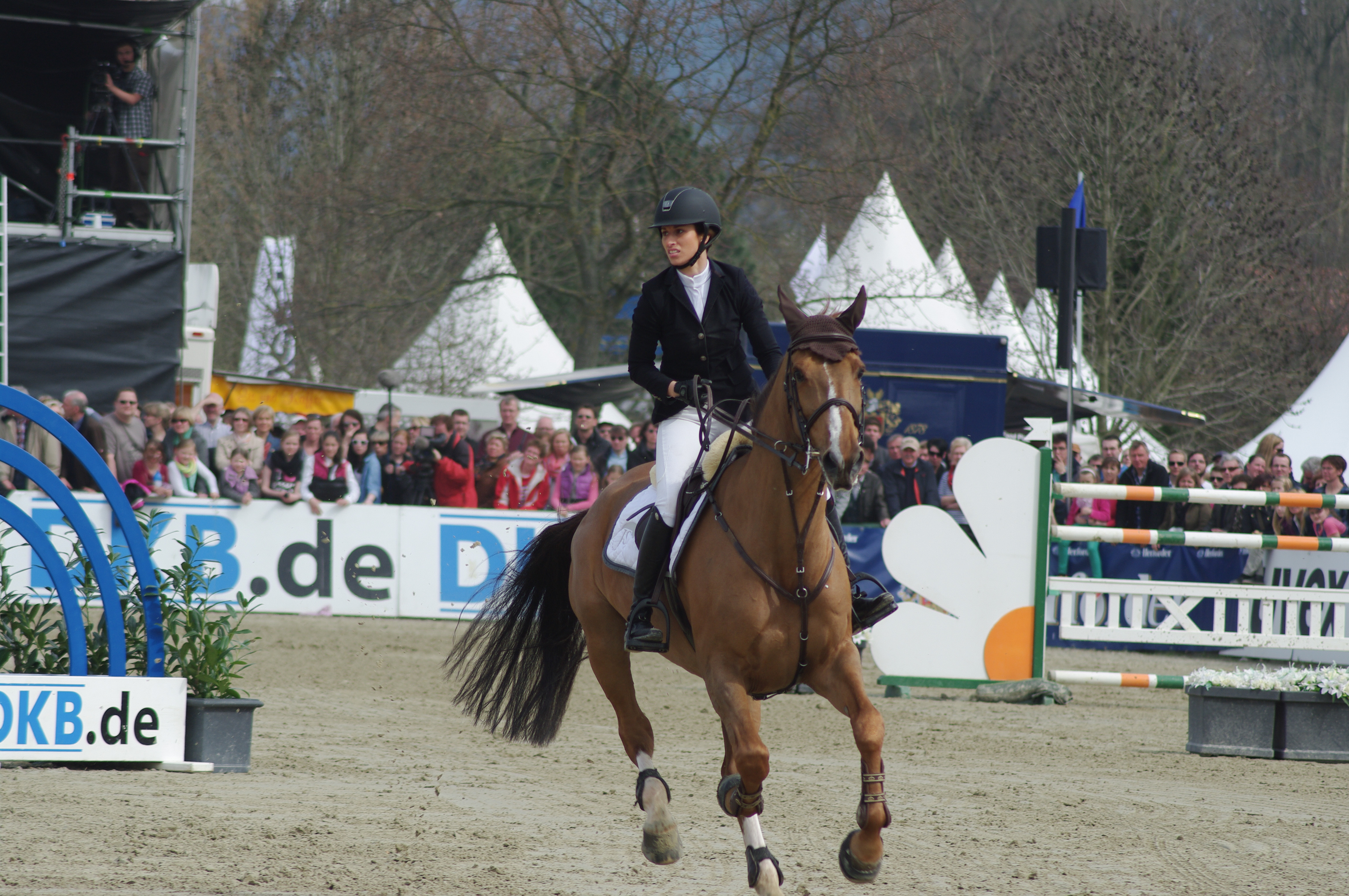
Janika Sprunger mit Electra van’t Roosakker, Horses & Dreams 2013 (CSI 4*), Hagen am Teutoburger Wald

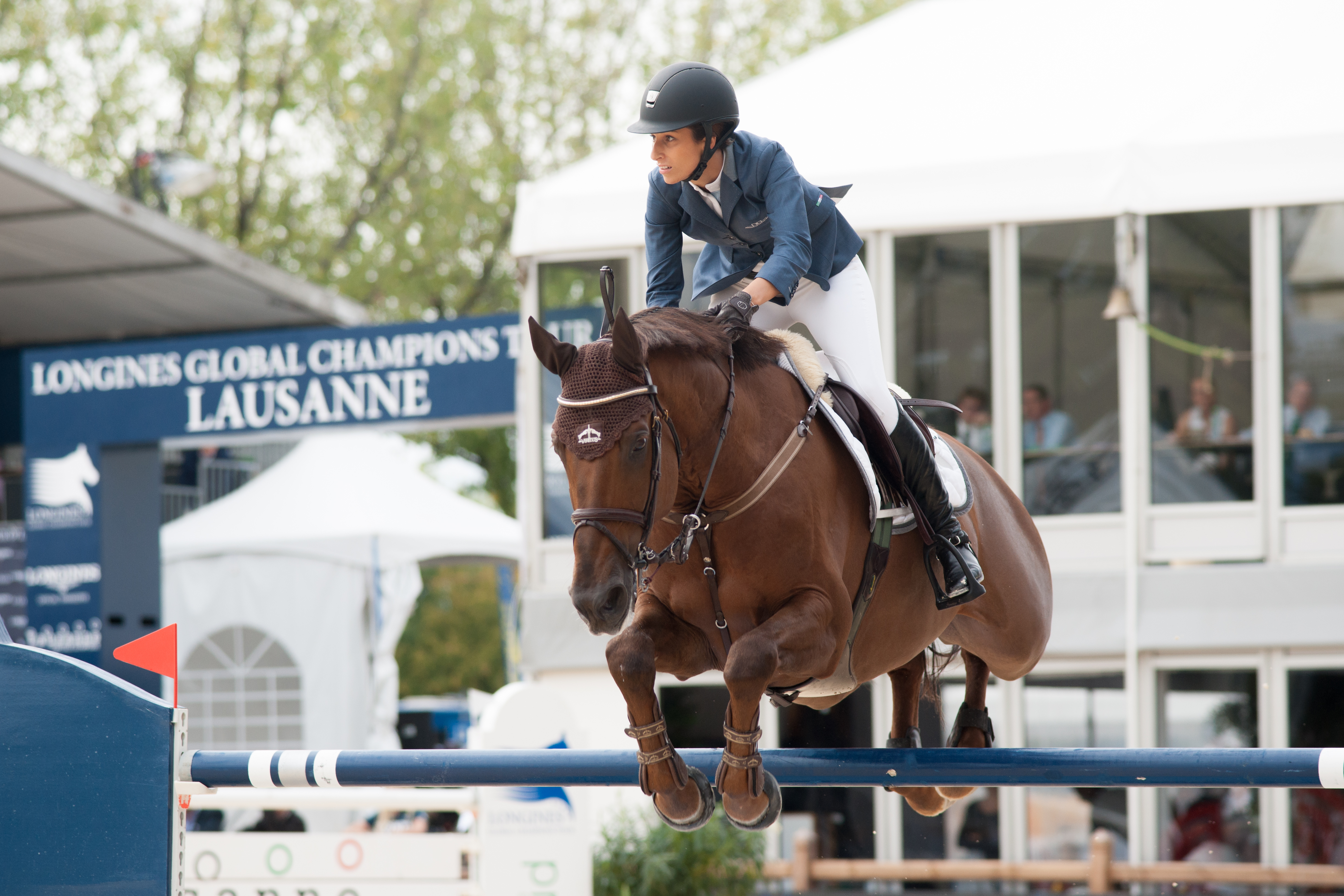
Janika Sprunger mit Aris beim CSI 5* Lausanne 2013

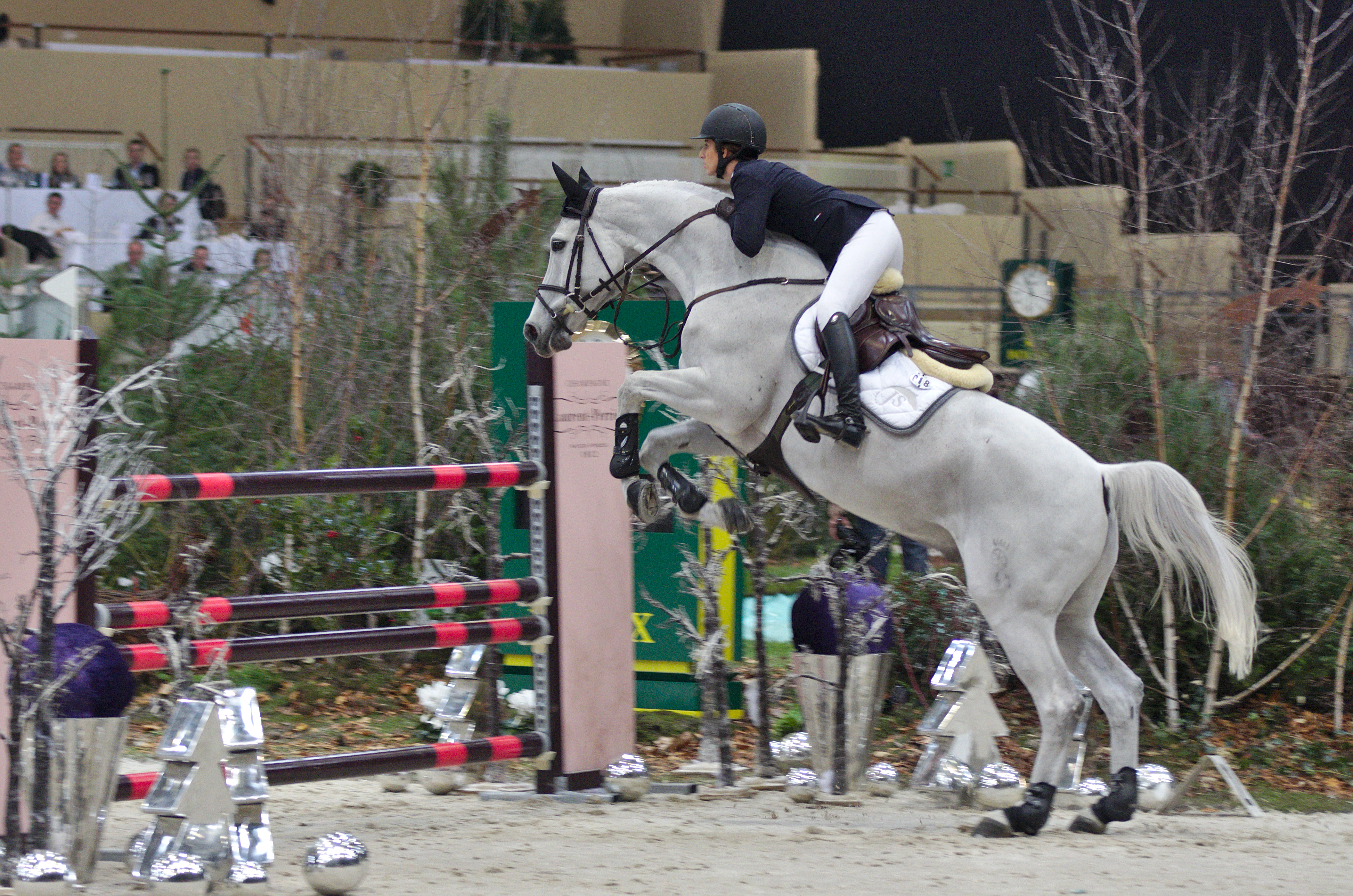
Janika Sprunger mit JL's Komparse beim CHI Genf, 2013

- Uptown Boy (* 2001), KWPN, Brauner, Wallach, Vater: Odermus R, Muttervater: Joost, Besitzer: M. Kähny, zuvor Ulisinus R Züchter (A.L Regeling)
- JL’s Komparse (* 2001), Schimmel, Wallach, Vater: Kolibri, Muttervater: Kronenkranich xx, Besitzer: M. Kähny
- Salvador (* 1999)
- Electra van’t Roosakker (* 2004), Belgische Warmblutstute; zuvor im Stall von Jos Lansink, ab Februar 2014 wieder von Jos Lansink geritten
- Palloubet d’Halong (* 2003), Selle-Français-Fuchswallach, Vater: Baloubet du Rouet, Muttervater: Muguet du Manoir, ab November 2013 bis Sommer 2014 von Ali Al Rumaihi geritten, anschliessend von Bassem Hassan Mohammed geritten[8][9]

## Privates
Ihr Bruder ist der Fussballspieler Michel Sprunger und ihr Onkel Christian Sprunger spielte ebenfalls Fussball.
Sprunger war ab Mitte 2010 mit dem spanischen Springreiter Manuel Añón liiert. Zwischenzeitlich war der italienische Springreiter Piergiorgio Bucci ihr Lebenspartner, Ende des Jahres 2015 zog sie zu ihm nach Budel (Niederlande), ihre Pferde hatte sie in der belgischen Nachbarstadt Hamont-Achel stehen. 2017 trennte sie sich von Bucci und ist seitdem mit dem schwedischen Springreiter Henrik von Eckermann liiert, 2018 zog sie auf seine Anlage nach Wachtberg-Niederbachem bei Bonn.